# Соні Ела Нгуема
Клубе Деспортіво Соні Ела Нгуема або просто Соні Ела Нгуема (ісп. Club Deportivo Elá Nguema) — професіональний екваторіальногвінейський футбольний клуб з міста Малабо.

## Історія
Ела Нгуема є найуспішнішим клубом своєї країни. Починаючи з 1984 року, клуб здобув 13 титулів чемпіона країни, а з 1980 року ще сім національних Кубків. Домашні матчі клуб проводить на стадіоні Естадіо Нуево де Малабо, який вміщує 15 250 уболівальників.

## Форма
Домашня форма клубу білого кольору. Виїзна форма складається з футболки жовтого кольору з синім комірцем та синьою смугою у верхній частині рукавів, а також синіх шортів та шкарпеток.

## Логотип
Логотип клубу складається з жовто-сірого щита, посередині якого знаходиться голова тварини, яка спирається на два колоски, що оточують її справа, знизу та зліва. У верхній частині щита напис латинськими літерами «SONY», нижче дрібним шрифтом також напис «de ela nguema», а нижче — «MALABO».

## Досягнення
- Прем'єр ліга: 15 перемог:

1984, 1985, 1986, 1987, 1988, 1989, 1990, 1991, 1998, 2000, 2002, 2009, 2011, 2012, 2014, 2015
- Кубок Екваторіальної Гвінеї з футболу: 7 перемог:

1980, 1981, 1982, 1983, 1992, 1997, 2004
- Суперкубок Екваторіальної Гвінеї з футболу: 1 перемога:

2011

## Виступи в турнірах під егідою КАФ
| Сезон | Турнір                     | Раунд      | Клуб               | Вдома | На виїзді | Загальний      |
| ----- | -------------------------- | ---------- | ------------------ | ----- | --------- | -------------- |
| 1980  | Ліга чемпіонів КАФ         | 1          | Семассі            | 1-0   | 0-4       | 1-4            |
| 1982  | Кубок володарів кубків КАФ | 1          | Юніон Дуала        | 0-2   | 1-6       | 1-8            |
| 1983  | Кубок володарів кубків КАФ | 1          | Віта (Кіншаса)     | 0-1   | 0-4       | 0-5            |
| 1986  | Кубок володарів кубків КАФ | Попередній | АСФ Бобо-Діуласо   | 0-0   | 1-3       | 1-3            |
| 1987  | Кубок володарів кубків КАФ | 1          | Абіола Бейбз       | т.п.1 | т.п.1     | т.п.1          |
| 1988  | Ліга чемпіонів КАФ         | Попередній | Етюль ду Конго     | 0-1   | 0-4       | 0-5            |
| 1992  | Ліга чемпіонів КАФ         | Попередній | Примейру де Агошту | 2-3   | т.п.1     | 2-3            |
| 1993  | Кубок володарів кубків КАФ | Попередній | Газель             | 2-1   | 1-1       | 3-2            |
| 1993  | Кубок володарів кубків КАФ | 1          | Воїни Ель-Камені   | 0-0   | 0-4       | 0-4            |
| 1998  | Кубок володарів кубків КАФ | Попередній | Вітал'О            | 3-2   | 1-2       | 4-4 (в)        |
| 1999  | Ліга чемпіонів КАФ         | Попередній | Сантана            | т.п.2 | т.п.2     | т.п.2          |
| 1999  | Ліга чемпіонів КАФ         | 1          | Гартс оф Оук       | 0-3   | 0-6       | 0-9            |
| 2000  | Кубок КАФ                  | Попередній | Чінгале ді Тете    | 1-0   | 0-1       | 1-1 (2-4 пен.) |
| 2001  | Ліга чемпіонів КАФ         | Попередній | Інтер (Бум-Бум)    | 1-0   | 2-0       | 3-0            |
| 2001  | Ліга чемпіонів КАФ         | 1          | Брідж Бойз         | 0-3   | 0-5       | 0-8            |
| 2003  | Ліга чемпіонів КАФ         | Попередній | Дуанес (Дакар)     | 0-0   | 0-1       | 0-1            |
| 2005  | Кубок конфедерації КАФ     | Попередній | Муніспорт          | 0-0   | 1-1       | 1-1 (в)        |
| 2005  | Кубок конфедерації КАФ     | 1          | Енугу Рейнджерс    | 0-1   | 1-3       | 1-4            |
| 2012  | Ліга чемпіонів КАФ         | Попередній | Долфінс            | 0-3   | 0-3       | 0-6            |
| 2013  | Ліга чемпіонів КАФ         | Попередній | Асанте Котоко      | 0-1   | 0-7       | 0-8            |
| 2015  | Ліга чемпіонів КАФ         | Попередній | Семассі            | 1-1   | 0-1       | 1-2            |

1- Соні Ела Нгуема покинув турнір.

2- ФК «Сантана» покинув турнір.

## Відомі гравці
- Хуан Сімеон Есоно
- Каміло